# Адриен Зелер
Адриен Зелер на френски: Adrien Zeller е френски политик от партията „Съюз за народно движение“. От 1996 г. е регионален президент на областта Елзас в североизточна Франция. Член на партията СНД е от 2002 г. От 1986 до 1988 г. е държавен секретар във втория кабинет на Жак Ширак.